# Sînhaiivka, Berdîciv
Sînhaiivka (în ucraineană Сингаївка) este un sat în comuna Zakutînți din raionul Berdîciv, regiunea Jîtomîr, Ucraina.

## Demografie
Componența lingvistică a localității Sînhaiivka
     Ucraineană (99,08%)
     Alte limbi (0,92%)
Conform recensământului din 2001, majoritatea populației localității Sînhaiivka era vorbitoare de ucraineană (99,08%), existând în minoritate și vorbitori de alte limbi.